# Ömer Faruk Akün
Ömer Faruk Akün (* 5. April 1926 in Istanbul; † 2. Mai 2016 ebendort) war ein türkischer Literaturwissenschaftler und Literaturhistoriker, der sich vor allem mit der osmanischen Literatur beschäftigte.

## Akademische Laufbahn
Nach dem Besuch des Jungengymnasiums im Istanbuler Stadtteil Kabataş studierte Akün an der Abteilung für türkische Sprache und Literatur der Universität Istanbul, wo er 1947 mit einer Arbeit über die Erzählungen von Dede Korkut seinen Abschluss machte und 1951, nach seinem Militärdienst, auch eine Anstellung als Lektor erhielt. Die Abteilung stand damals unter der Leitung von Ahmet Hamdi Tanpınar. Mit einer Arbeit zum Thema Natur in der türkischen Volksdichtung wurde er 1953 promoviert; 1954–56 forschte und studierte er in Paris an der französischen Nationalbibliothek und der Sorbonne. 1959 erhielt er mit einer Arbeit über die Dichtung Abdülhak Hâmid Tarhans den im türkischen Bildungssystem zwischen Doktor und Professor angesiedelten Titel eines Doçent und wurde 1971 schließlich Professor mit einer Arbeit über die Briefkorrespondenz Namık Kemals. 1984 wurde er Leiter des Fachbereichs neuere türkische Literatur und 1990 Direktor der Abteilung für türkische Sprache und Literatur der Universität Istanbul. Seit 1993 war er Emeritus, war aber weiterhin für verschiedene türkische Bildungseinrichtungen tätig. 
2005 wurde er von der Stiftung für Verdienste um die türkische Kultur (Türk Kültürüne Hizmet Vakfı) ausgezeichnet. 
Nach längerer Krankheit verstarb er am 2. Mai 2016 in Istanbul, wo er auf dem Friedhof Karacaahmet im Stadtteil Üsküdar beigesetzt wurde.

## Werke
Neben Beiträgen in wissenschaftlichen Zeitschriften und Enzyklopädien (u. a. İslâm Ansiklopedisi und Türkiye Diyanet Vakfı İslâm Ansiklopedisi) ist Ömer Faruk Akün der Autor folgender Monografien:
- Nâmık Kemal’in Mektupları („Namık Kemals Briefe“; Istanbul 1972)
- Türk Dili Karşısında Türk Münevveri („Der türkische Intellektuelle gegenüber der türkischen Sprache“; Istanbul 1982)
- Divan Edebiyatı („Die Dīwān-Literatur“; Istanbul 2013)